# Francuski Korpus Ekspedycyjny we Włoszech
Francuski Korpus Ekspedycyjny we Włoszech (fr. Corps expéditionnaire français en Italie) – francuska jednostka wojskowa podporządkowana Francuskiemu Komitetowi Wyzwolenia Narodowego biorąca udział w walkach II wojny światowej, istniejąca w 1943–1944 r.
Powstał w listopadzie 1943 r. na terenie północnej Afryki. Dowódcą był generał Alphonse Juin. Korpus składał się z czterech dywizji: 1 Zmotoryzowanej Dywizji Piechoty, 2. i 4. (górskiej) Marokańskich Dywizji Piechoty oraz 3. Algierskiej Dywizji Piechoty, a także trzech ugrupowań goumiers i z oddziałów pomocniczych. Brał udział w walkach we Włoszech w 1944 r., zwłaszcza o przełamanie Linii Gustawa, w tym w bitwach o Monte Cassino. Jedną jednostkę Korpusu, 2 DP, skierowano do operacji wyzwalania Korsyki. W dywizjach nr 2–4 Korpusu wśród oficerów dominowali Francuzi (ponad 80%), wśród podoficerów Francuzów było około 20%, a resztę stanowili Arabowie, zaś wśród szeregowców i starszych szeregowców prawie wszyscy byli Arabami. W ugrupowaniach goumiers 92% składu osobowego to Berberowie i Arabowie.
Żołnierze Korpusu, a zwłaszcza goumiers, w trakcie kampanii włoskiej dopuszczali się na bardzo dużą skalę masowych gwałtów na włoskich kobietach, a także rabunków i pobić ludności cywilnej.